# Lusius tenuissimus
Lusius tenuissimus är en stekelart som först beskrevs av Heinrich 1938.  Lusius tenuissimus ingår i släktet Lusius och familjen brokparasitsteklar. Inga underarter finns listade i Catalogue of Life.